# Топчий Володимир Миколайович
Володи́мир Микола́йович Топчий (нар. 6 березня 1954, Миколаїв, УРСР) — директор Миколаївського зоопарку, Заслужений працівник культури України,  з 2007 - 2016 роки член ради директорів асоціації зоопарків Європи (EAZA), Президент Асоціації зоопарків України, член Міжнародного союзу фахівців з охорони тваринного світу IUCN CBSG, лауреат Почесної нагороди «За заслуги перед містом Миколаїв», відзнака Миколаївської обласної ради I та II скликання, кавалер ордена Святого Миколая Чудотворця III ступеня, медалі за заслуги перед Українською православною церквою, лауреат Міжнародної премії ім. Генрі Форда, лауреат премії Євразійської регіональної асоціації зоопарків та акваріумів ім. С. М. Кудрявцева. Городянин року 2001 в номінації «Культура», депутат Миколаївської міської ради IV, VI та VIII скликань, 12.09.2024 — Нагороджений почесною відзнакою "За оборону Миколаєва".

## Життєпис
У Миколаївський зоопарк прийшов юннатом в 1965 році. З 1978 року постійно в ньому працює. Працював на посадах екскурсовода, лектора, наукового співробітника, завідувача відділами приматів і хижих тварин. В 1987 без відриву від виробництва закінчив біологічний факультет Всесоюзного сільськогосподарського інституту (Балашиха, Московської області) за фахом біолог-мисливствознавець. Протягом 10 років обіймав посаду заступника директора з зооветеринарної частини. З 2002 року працює директором зоопарку.

## Діяльність
Діяльність присвячена проблемам відродження та збереження культури Миколаєва, вихованню підростаючого покоління, пропаганді історико-мистецьких та природничо-наукових знань про минуле та сучасне життя міста та України. Зоопарк тісно співпрацює з навчальними закладами, учні та студенти проходять в ньому практику. Миколаївський зоопарк єдиний серед зоопарків України прийнятий до Всесвітньої Асоціації зоопарків і акваріумів (WAZA) і є представником України в цій організації. Зоопарк бере участь в 5 європейських програмах розведення рідкісних видів. З 2002 року в зоопарку реконструйовано та побудовано близько 40 нових сучасних експозицій для тварин. Є персональним членом CBSG (Міжнародний союз фахівців зі збереженню рідкісних видів, Нью-Йорк).
У 1987 році створив в зоопарку музей історії Миколаївського зоопарку. Це перший подібний музей в зоопарках України. У ньому зібрано понад дві тисячі експонатів. Особливий розділ музею присвячений засновнику зоопарку, міському голові Миколі Павловичу Леонтовичу. Виступив ініціатором проекту створення площі перед зоопарком, яка у 2003 році отримала ім'я Леонтовича.

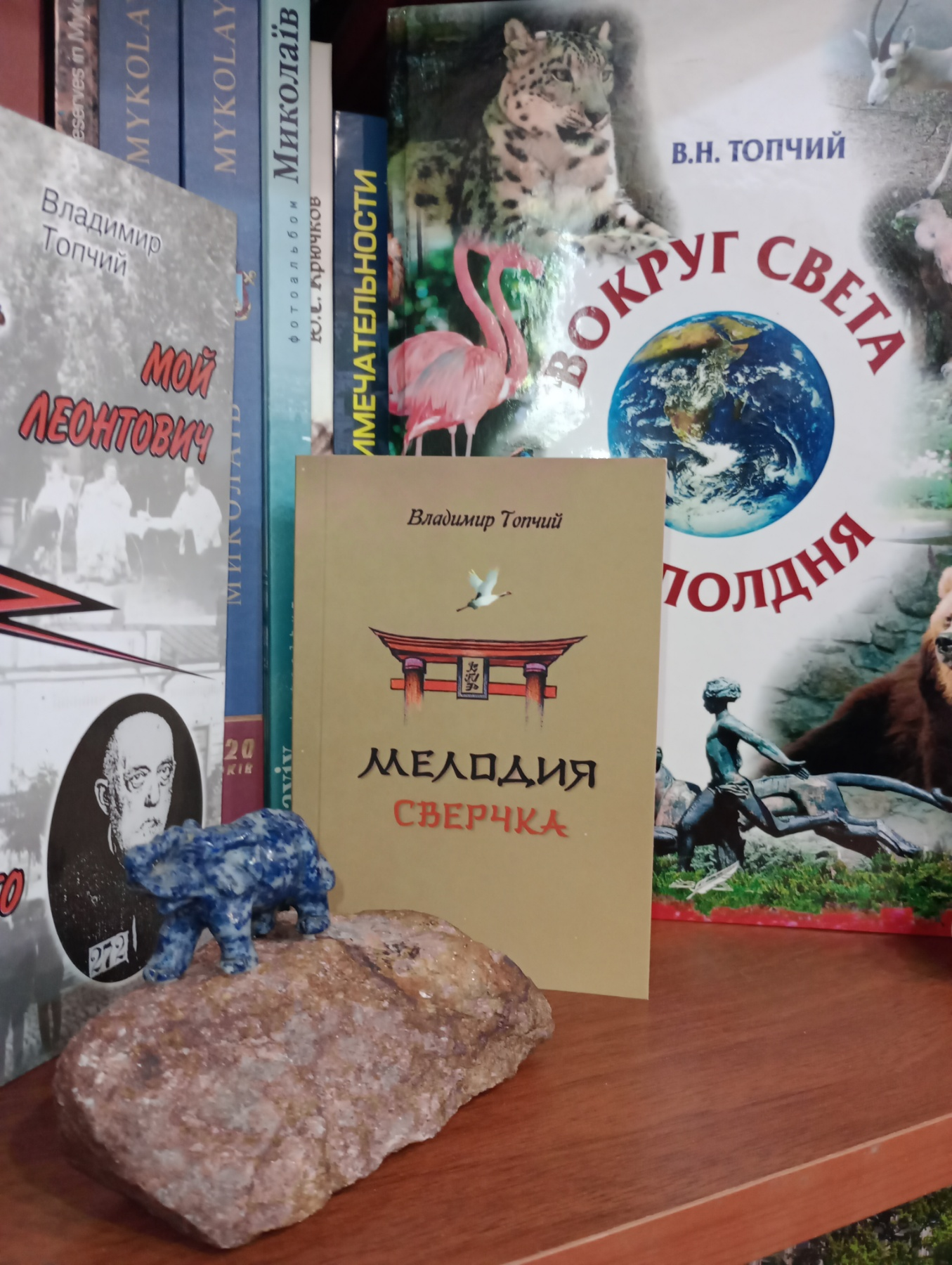

Є автором багатьох наукових і науково-популярних статей і книг про тварин і про зоопарк («Навколо світу за півдня», «Мій Леонтович», фотоальбом «Ми з тобою однієї крові»). Автор проекту книги «Під покровом Мауглі і Багіри», автор книги «Миколаївський зоопарк у фотографіях та документах». Автор книги «Місяці війни. Миколаївський зоопарк», автор поетичної збірки "Мелодия сверчка".

## Родина
Одружений з Бондаренко Тетяною Григорівною, 1957 року народження, завідувачкою відділу хижих тварин, яка працює в зоопарку з 1974 року. Син — Топчій Дмитро Володимирович, 1985 року народження. Батько — Микола Семенович, мати — Зоя Федорівна. Батько 36 років працював у карному розшуку міста Миколаєва, стояв біля витоків службового собаківництва. Брав участь у двох легендарних шлюпочних походах «Динамо»: Миколаїв — Київ та Миколаїв — Москва в 1930-х роках.

## Визнання і нагороди
- 1999 — Лауреат Міжнародного фонду імені Генрі Форда (США) за пропаганду природничо-наукових знань.
- 2001 — Нагороджений грамотою Міністерства культури України.
- 2001 — Удостоєний звання «Городянин року» у номінації «Культура» у загальноміській програмі «Людина року, городянин року».
- 2005 — Нагороджений Почесною грамотою міського голови Миколаєва.
- 2005 — Удостоєний подяки від Державної служби туризму і курортів, а також медаллю «10 років незалежності України».
- 2006 — За участь в установці пам'ятника Святому Миколаю нагороджений Митрополитом Київським і всієї України Блаженнішим Володимиром медаллю «Рівноапостольного Князя Володимира».
- 2007 —Нагороджений почесною відзнакою золота медаль "За високий професіоналізм".
- 2008 — Нагороджений нагрудним знаком «За заслуги перед містом Миколаїв».
- 2009 — Указом Президента України присвоєно Державне звання «Заслужений працівник культури України».
- 2012 — Рішенням Ради Євро-Азіатської Регіональної Асоціації зоопарків і акваріумів нагороджений Премією ЕАРАЗА імені С. М. Кудрявцева «За великий внесок у розвиток зоопарківської справи».
- 2014 — Обраний Президентом Української Асоціації зоопарків і акваріумів.
- 2016 — Нагороджений дипломом лауреата обласної премії ім. Миколи Аркаса.
- 2017 — Нагороджений почесним знаком "За розвиток соціального партнерства".
- 2014 — Нагороджений грамотою та нагрудним знаком Верховної Ради України «За заслуги перед Українським народом».
- 2018 — Нагороджений відзнакою «За заслуги перед Миколаївщиною» ІІ ступення.
- 2018 — Нагороджений «Зірка культури Миколаїва».
- 2021 — Нагороджений відзнакою «За заслуги перед Миколаївщиною» І ступення.
- 2021 — Нагороджений знаком «30 років Незалежності України».
- 2023 —  Нагороджений почесною відзнакою, лауреат конкурсу "Українська мова - мова єднання".
- 12.09.2024 — Нагороджений почесною відзнакою "За оборону Миколаєва"